# Малая Уголька (река)
Малая Уголька — река в Украинских Карпатах, на территории Тячевского района Закарпатской области. Правый приток Великой Угольки (бассейн Тисы).

## Описание
Длина реки 21 км, площадь водосборного бассейна 51,1 км 2. Уклон реки 48 м/км. Река типично горная, с быстрым течением и каменистым дном. Долина узкая, в верхней и среднем течении V-образная, берега заросли лесом. Русло слабоизвилистое. Имеются две мельницы, одна из них действующая. Река богата рыбой, в ней водятся; форель, хариус, гольян, андруга закарпатская (Leuciscus souffia agassizi Valenciennes), минога венгерская, и другие.

## Расположение
Река берёт начало к северу от села Малая Уголька, на юго-западных склонах горы Менчул. Течет преимущественно на юг. Впадает в реку Большая Уголька в центральной части села Угля. Верховья реки расположены на территории Угольско-Широколужанский заповедного массива.